# Lago-Dilolo
 Lago-Dilolo  é uma cidade e município angolano que se localiza na província de Moxico Leste.
Anteriormente uma vila-comuna do município de Luacano, em 5 de setembro de 2024 foi elevada a condição de cidade e município da nova província de Moxico Leste.
O município é constituído apenas pela comuna-sede.

## Geografia e economia
A vila está localizada às margens do maior lago angolano, que inclusive empresta o nome à localidade, o Lago Dilolo. O lago ainda é fonte de água potável e de segurança alimentar para a população lago-dilolense, na medida em que fornece recurso hídrico para consumo individual e produção agrícola, e fonte segura de proteína advinda da pesca. O Dilolo ainda permite o giro econômico local através do turismo.